# Франк, Томас (футбольный тренер)
То́мас Франк (дат. Thomas Frank; 9 октября 1973) — датский футбольный тренер. Главный тренер английского клуба «Тоттенхэм Хотспур».

## Тренерская карьера

### Детские и юношеские команды
После короткой карьеры в любительском футболе Томас Франк начал тренерскую карьеру. В 1990-е годы он тренировал детские команды в своём родном городе Фредериксверке. В 1998 году стал тренером детских команд в клубе «Видовре», в 2005 году — в клубе «Б-93», в 2006 году — в «Люнгбю».
В июле 2008 года Франк был назначен главным тренером сборных Дании до 16 и до 17 лет. В 2011 году сборная Дании до 17 лет под руководством Франка впервые за восемь лет вышла в финальную стадию чемпионата Европы (до 17 лет) (дойдя до полуфинала, в котором уступила сборной Германии). В том же году сборная Дании впервые в своей истории квалифицировалась на юношеский чемпионат мира, на котором не смогла выйти из группы.
В 2012 году Франк был назначен главным тренером сборной Дании до 19 лет, но не сумел вывести сборную на чемпионат Европы 2013 года.

### «Брондбю»
10 июня 2013 года Франк был назначен главным тренером датского клуба «Брондбю». В сезоне 2013/14 он занял с командой 4-е место, а в сезоне 2014/15 — 3-е место, что гарантировало команде участие в отборочных раундах Лиги Европы УЕФА.
9 марта 2016 года подал в отставку после того, как председатель «Брондбю» Ян Бек Андерсен подверг Франка критике на онлайн-форуме болельщиков клуба, используя аккаунт своего сына. На следующий день после критических сообщений на форуме стало известно, что под псевдонимом скрывался председатель клуба, после чего Франк решил подать в отставку.

### «Брентфорд»
9 декабря 2016 года Томас Франк был назначен ассистентом главного тренера английского клуба «Брентфорд», выступавшего в Чемпионшипе. Франк стал одним из двух ассистентов Дина Смита (другим стал Ричард О’Келли). 16 октября 2018 года, после ухода Дина Смита в «Астон Виллу», Франк был назначен главным тренером «Брентфорда». Он выиграл только один из десяти своих первых матчей в качестве главного тренера клуба, однако впоследствии результаты команды улучшились после перехода к схеме «3—4—3». По итогам сезона 2018/19 «Брентфорд» под его руководством занял 11-е место в Чемпионшипе и дошёл до пятого раунда Кубка Англии.
После неудачного начала сезона 2019/20 «Брентфорд» вновь изменил тактическую схему игры на «4—3—3». В январе 2020 года Франк подписал новый контракт с клубом до лета 2023 года. После возобновления приостановленного сезона 2019/20 «Брентфорд» провёл весь июнь без поражений, после чего Томас Франк получил награду лучшего тренера месяца в Чемпионшипе и вывел «пчёл» в финал плей-офф Чемпионшипа, в котором «Брентфорд» уступил путёвку в Премьер-лигу другому лондонскому клубу, «Фулхэму».
В следующем сезоне Франк стал обладателем награды лучшему тренера месяца в Чемпионшипе по итогам декабря. Как и годом ранее, «Брентфорд» завершил сезон 2020/21 на третьем месте Чемпионшипа и вновь вышел в плей-офф турнира за право выхода в Премьер-лигу. На этот раз «пчёлы» выиграли в финале плей-офф, обыграв в нём «Суонси Сити». Франк стал вторым главным тренером в истории клуба, выведшим команду в высший дивизион английского чемпионата (после Гарри Кертиса в сезоне 1934/35). Также по итогам сезона 2020/21 Франк был признан лучшим тренером 2020 года в Дании по версии Датского футбольного союза.

### «Тоттенхэм Хотспур»
12 июня 2025 года Франк был назначен главным тренером клуба «Тоттенхэм Хотспур», подписав трёхлетний контракт.

## Тренерская статистика
Данные приведены по состоянию на 16 августа 2025 года
| Страна | Команда           | Начало работы   | Завершение работы | Показатели | Показатели | Показатели | Показатели | Показатели |
| Страна | Команда           | Начало работы   | Завершение работы | И          | В          | Н          | П          | % побед    |
| ------ | ----------------- | --------------- | ----------------- | ---------- | ---------- | ---------- | ---------- | ---------- |
| Дания  | Брондбю           | 10 июня 2013    | 9 марта 2016      | 103        | 46         | 29         | 28         | 044,7      |
| Англия | Брентфорд         | 16 октября 2018 | 12 июня 2025      | 317        | 134        | 74         | 109        | 042,3      |
| Англия | Тоттенхэм Хотспур | 12 июня 2025    |                   | 2          | 1          | 1          | 0          | 050,0      |
| Итого  | Итого             | Итого           | Итого             | 422        | 181        | 104        | 137        | 042,9      |

## Достижения

### Командные достижения
«Брентфорд»
- Победитель плей-офф Чемпионшипа (выход в Премьер-лигу): 2021[19]

### Личные достижения
- Тренер года по версии London Football Awards: 2020[24]
- Тренер года в Дании по версии Датского футбольного союза: 2020[21]
- Тренер месяца Чемпионшипа Английской футбольной лиги: июнь 2020, декабрь 2020[16][18]